# Ger Harings

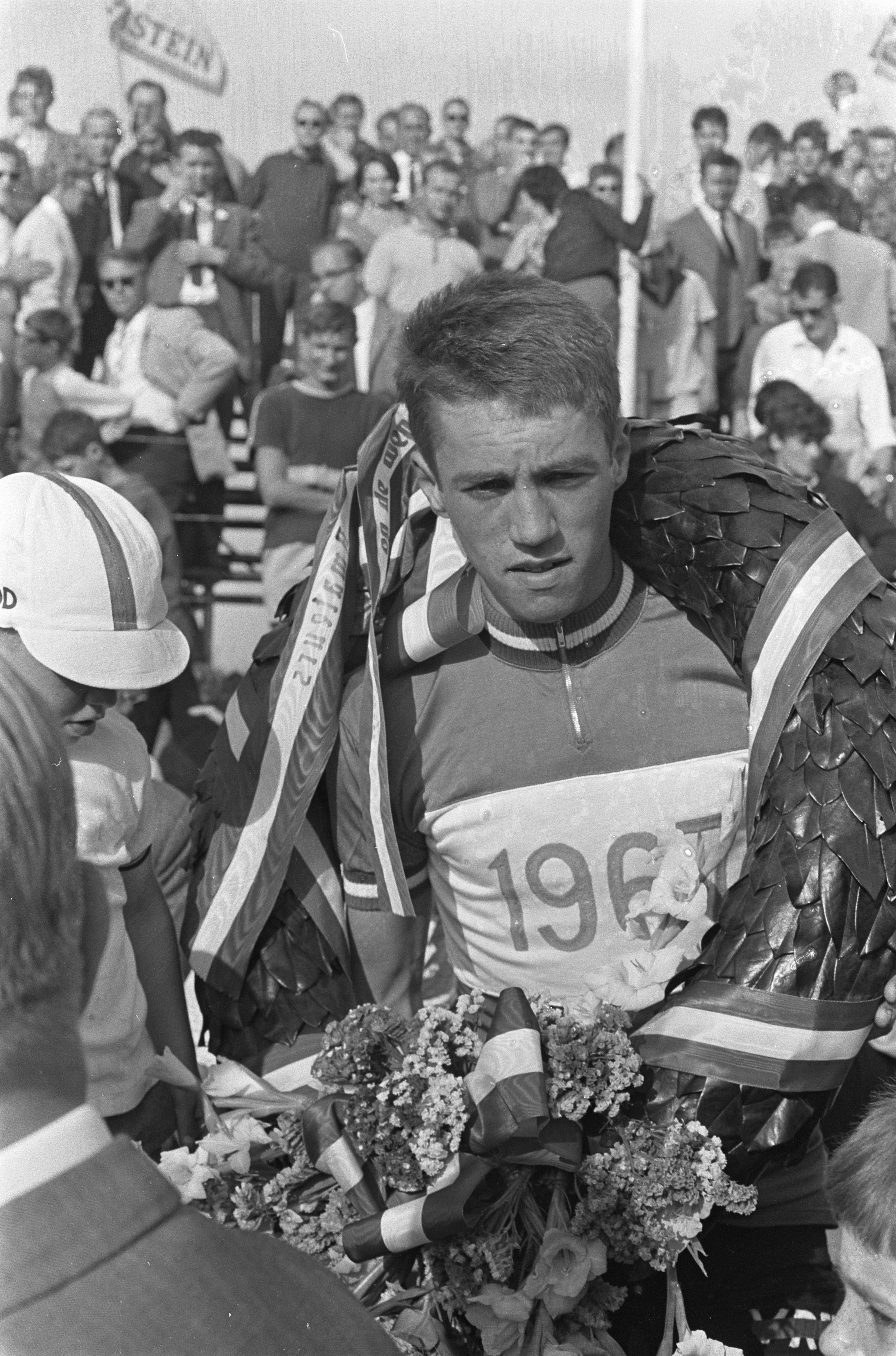
Gerard Harings (1967)

Gerart „Ger“ Harings (* 25. Mai 1948 in Scheulder, Provinz Limburg (Niederlande)) ist ein ehemaliger niederländischer Radrennfahrer und nationaler Meister im Radsport.

## Sportliche Laufbahn
1966 gewann er die Meisterschaft der Junioren im Straßenrennen. Als Amateur gewann er 1967 die nationale Meisterschaft im Straßenrennen. Beim Sieg von Graham Webb im Rennen der UCI-Straßen-Weltmeisterschaften kam er auf den 6. Platz. Er gewann eine Reihe von Kriterien und Rundstreckenrennen in den Niederlanden und Belgien. Mit der Nationalmannschaft bestritt er 1969 die Schottland-Rundfahrt (19. Gesamtrang).
1969 wurde er Berufsfahrer im Radsportteam Caballero und blieb bis 1976 aktiv. 1970 siegte Harings im Eintagesrennen Ronde van Midden-Nederland vor Wim Bravenboer. 1971 gewann er die 1. Etappe der Vuelta a España und übernahm für einen Tag das Trikot des Spitzenreiters. 1972 war er auf zwei Etappen der Vuelta a España erfolgreich und gewann mit seinem Team den Prolog der Tour de Suisse.
Zweimal fuhr er die Tour de France. 1971 wurde er 82. und 1972 schied er aus. Die Vuelta a España bestritt Harings dreimal. 1972 wurde er 52. des Endklassements, 1971 und 1973 schied er jeweils aus.

## Familiäres
Seine Brüder Huub Harings und Jan Harings sowie sein Neffe Peter Harings waren ebenfalls Radprofis.